# Nils Bryhn
Nils Bryhn, född 5 februari 1854, död 21 december 1916, var en norsk läkare och botanist.
Bryhn var konservator vid botaniska museet i Kristiania 1877–1878, blev medicine kandidat 1880, praktiserande läkare 1883 och verkade från 1887 i Hønefoss. Vid sina av sin läkargärning ägnade sig Bryhn framgångsrikt åt botaniska studier och utgav flera monografier i bryologi, på vilket område han blev en erkänd auktoritet. Sitt betydande bryologiska bibliotek och stora utländska mossherbarium skänkte han till botaniska museet i Oslo, sina övriga samlingar till Bergens museum.
Mossläktet Bryhnia är uppkallat efter Bryhn.